# ATP Finals
Le ATP Finals (Finali ATP in italiano, ufficialmente Nitto ATP Finals per ragioni di sponsor) sono il torneo professionistico di tennis più importante dell'annata dopo le quattro prove del Grande Slam. Equivalente maschile delle WTA Finals, in palio vi è un ricco montepremi e vi prendono parte gli otto tennisti che hanno conquistato più punti ATP nel corso dell’anno solare del singolare e del doppio (l'ottavo posto viene assegnato, se necessario, a un giocatore o coppia di doppio che abbia vinto un major nell'anno corrente e risulti in classifica dalla nona alla ventesima posizione).
Il vincitore consegue da un minimo di 1 100 a un massimo di 1 500 punti ATP, a metà strada tra un torneo Masters 1000 (1 000 punti) e uno Slam (2 000 punti).

## Descrizione
Il torneo ha assunto diverse denominazioni nel corso degli anni: dal 1970 (anno della sua creazione) al 1989 è stato denominato Masters Grand Prix. Dal 1990 al 1999 è stato denominato ATP Tour World Championship; soltanto dal 2000 ha assunto la denominazione di Tennis Masters Cup, conservandola fino al 2009, anno in cui è stata modificata in ATP World Tour Finals. Dal 2017 vige la corrente denominazione di ATP Finals.
Vige la formula del girone all'italiana. Vengono creati due gruppi (solitamente chiamati gruppo rosso e gruppo verde) da quattro giocatori ciascuno, i quali si affrontano fra di loro; il vincitore di ogni incontro guadagna un punto. I primi due classificati di ciascun girone accedono alle semifinali incrociate, il primo di un girone contro il secondo dell'altro. A seguire i due vincitori delle semifinali si affrontano in finale. Le partite si svolgono al meglio dei tre set.
Visto il periodo in cui si disputa (solitamente nel mese di novembre) il torneo si svolge spesso in sedi che vantano dei campi indoor. Dal 2009 al 2020 il torneo si è disputato a Londra. Il 14 dicembre 2018 il sindaco di Torino, Chiara Appendino, candida ufficialmente la città come sede delle cinque edizioni successive. Le altre città candidate sono Londra, Manchester, Singapore e Tokyo. Il 24 aprile 2019 viene ufficializzata la designazione di Torino a sede delle ATP Finals dal 2021 fino ad almeno il 2025. Il 17 novembre 2024 il presidente dell'ATP Andrea Gaudenzi ha comunicato che il torneo continuerà a tenersi in Italia almeno fino al 2030; il 30 aprile 2025 il ministro dello Sport Andrea Abodi ha confermato che le edizioni del 2026 e del 2027 si svolgeranno a Torino.

## Punti, premi e trofei
Nel 2024 le ATP Finals hanno assegnato i seguenti punteggi e premi in denaro per ogni vittoria:
| Turno              | Singolare   | Doppio    | Punti ATP |
| ------------------ | ----------- | --------- | --------- |
| Round-robin        | $ 396 500   | $ 96 600  | 200       |
| Semifinale         | $ 1 123 400 | $ 178 500 | 400       |
| Finale             | $ 2 237 200 | $ 356 800 | 500       |
| Campione imbattuto | $ 4 881 100 | $ 959 300 | 1 500     |

Per ogni partita vinta nel round robin si vincono 200 punti, quindi, in questa fase del torneo si possono vincere dai 200 fino ai 600 punti. Chi vince la semifinale si aggiudica altri 400 punti. Il vincitore della finale vince ulteriori 500 punti, per un totale che può andare dai 1.100 ai 1.500 punti.
C'è anche un premio di presenza fino a $ 331 000 per il singolare e fino a $ 134 200 per la coppia del doppio. I due sostituti del singolare sono pagati $ 155 000, mentre le due coppie del doppio ricevono $ 51 700.
Un campione imbattuto incassa il massimo di 1 500 punti e $ 4 881 100 nel singolare ($ 959 300 nel doppio).
I premi includono inoltre i trofei Barclays ATP per le Finali Mondiali di singolare e doppio, nonché il Trofeo ATP per il nº 1 del mondo, tutti prodotti dal brand di lusso Thomas Lyte.

## Storia

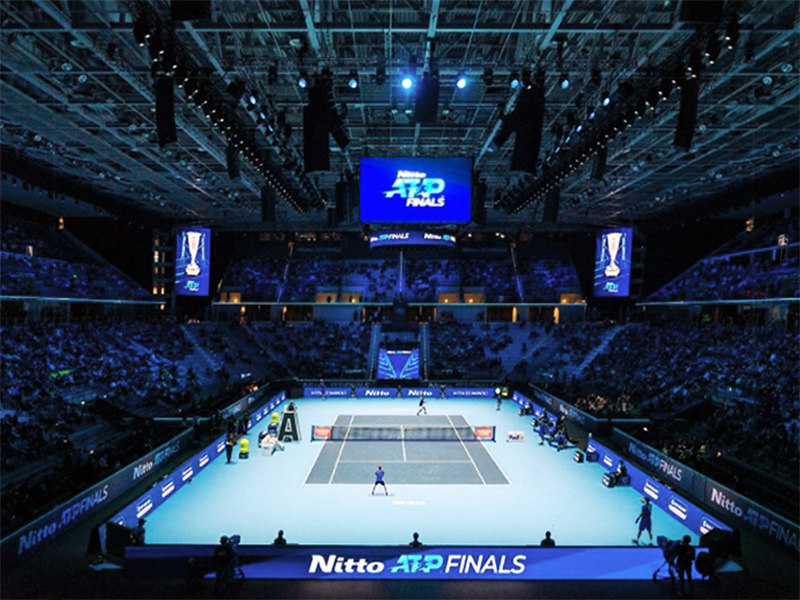
Il campo e gli spalti del Palasport Olimpico; l'impianto torinese ospita il torneo dal 2021.

Il torneo venne disputato per la prima volta nel 1970 a Tokyo. Nella prima edizione a imporsi fu lo statunitense Stan Smith che vinse il round robin arrivando primo in classifica. L'anno seguente il torneo si trasferì a Parigi e vide la vittoria, nel round robin, del rumeno Ilie Năstase.
Nel 1972 il torneo cambia ancora sede per trasferirsi a Barcellona e ancora una volta vince Nastase che batte in finale lo statunitense Stan Smith per 6–3, 6–2, 3–6, 2–6, 6–3. L'anno successivo si gioca a Boston e si assiste alla terza vittoria consecutiva di Ilie che in finale batte l'olandese Tom Okker.
Nel 1974 il torneo è disputato a Melbourne e a vincere è l'argentino Guillermo Vilas su Nastase per 7–6, 6–2, 3–6, 3–6, 6–4. Il rumeno rivince il titolo l'anno successivo a Stoccolma sconfiggendo in finale lo svedese Björn Borg per 6–2, 6–2, 6–1. a Houston, nel 1976, a trionfare è lo spagnolo Manuel Orantes che si aggiudica il Masters sul polacco Wojciech Fibak. Nel 1978 il torneo prende pianta stabile al Madison Square Garden di New York e vi rimane fino al 1989. Nella prima edizione newyorkese è lo statunitense Jimmy Connors a trionfare con la sua vittoria in finale su Björn Borg per 6–4, 1–6, 6–4. L'anno successivo John McEnroe si impone sul connazionale Arthur Ashe per 6–7, 6–3, 7–5.

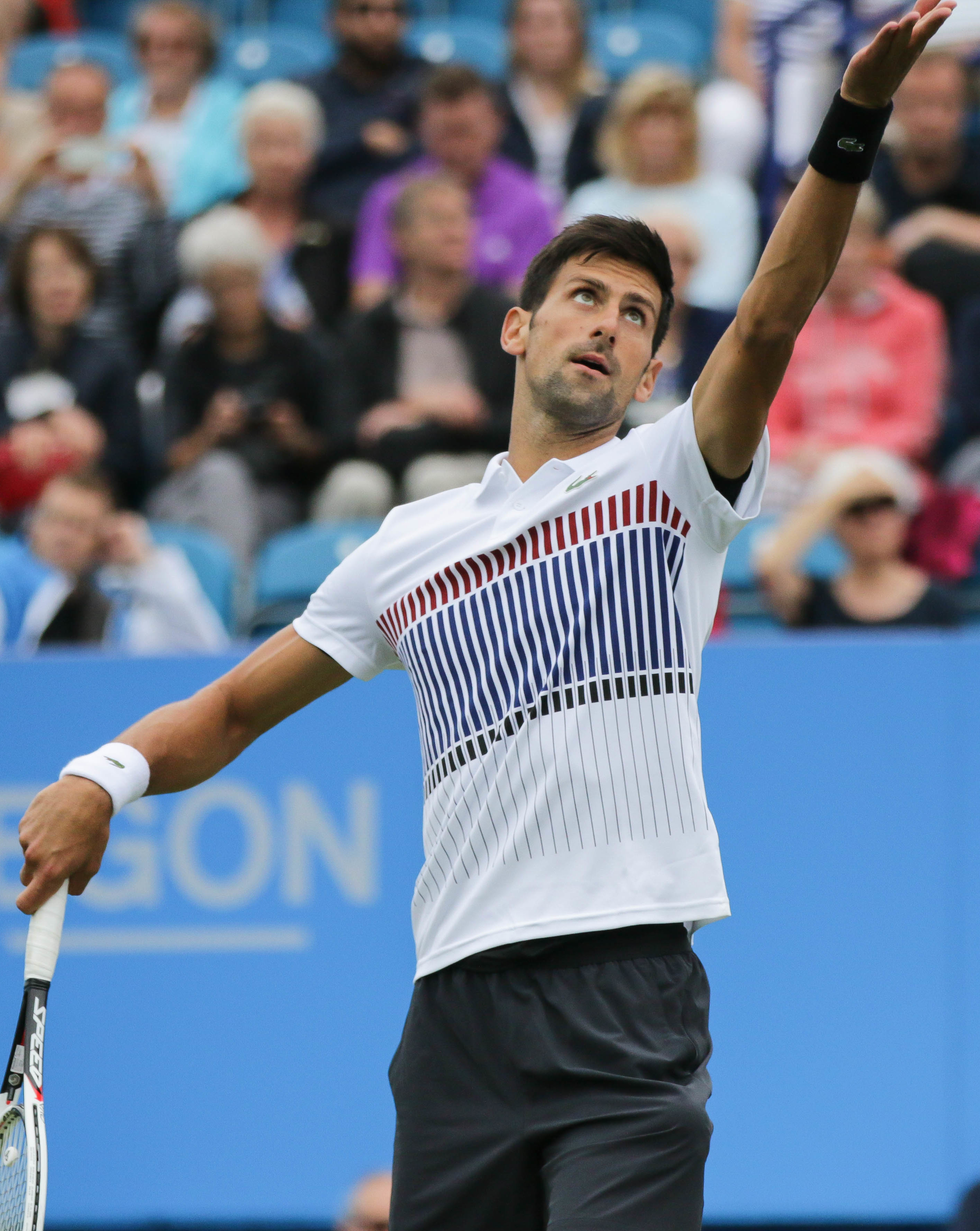
Novak Đoković, vincitore di sette edizioni del singolare.

Nel 1979 e nel 1980 vince il campione svedese Björn Borg, vincitore prima su Vitas Gerulaitis e poi su Ivan Lendl (6–4, 6–2, 6–2). Il cecoslovacco vincerà le due edizioni seguenti contro Vitas Gerulaitis e John McEnroe. Nel 1983 John McEnroe si riprende il titolo e lo mantiene anche l'anno seguente battendo in finale sempre Ivan Lendl. Lendl è di nuovo vincitore dal 1985 al 1987; in due occasioni su tre batte il tedesco Boris Becker. Quest'ultimo si prende la rivincita nel 1988 battendo proprio Lendl per 5–7, 7–6(5), 3–6, 6–2, 7–6(5). Becker perderà l'ultima finale disputata a New York contro il rivale Stefan Edberg per 4–6, 7–6(6), 6–3, 6–1.
Dal 1990 al 1995 il torneo si disputa a Francoforte in Germania. Nella prima edizione tedesca del torneo a vincere è lo statunitense Andre Agassi che batte in finale Edberg per 5–7, 7–6(5), 7–5, 6–2. L'anno successivo è Pete Sampras a trionfare battendo nell'atto conclusivo il connazionale Jim Courier per 3–6, 7–6(5), 6–3, 6–4. L'anno successivo Boris Becker si riprende il titolo a quattro anni di distanza dal primo. Nel 1993 è sempre un tedesco a vincere, si tratta di Michael Stich, che batte in finale Pete Sampras (7–6(3), 2–6, 7–6(7), 6–2). Sampras riconquista il titolo l'anno successivo a spese di Becker. L'ultima edizione disputata a Francoforte del torneo è vinta sempre da Becker che sconfigge in finale lo statunitense Michael Chang.
Nel 1996 il torneo rimane sempre in Germania, ma si sposta ad Hannover. Per tre edizioni su quattro a vincere è il pluricampione di Wimbledon Pete Sampras, che batte Boris Becker, Evgenij Kafel'nikov e Andre Agassi. L'unico anno a vedere un diverso vincitore è il 1998 quando lo spagnolo Alex Corretja si impone sul connazionale Carlos Moyá. A partire dal 2000 ricomincia il peregrinare del torneo per diverse sedi: nel 2000 si disputa a Lisbona con la vittoria di Gustavo Kuerten. Nel 2001 si gioca a Sydney e nel 2002 a Shanghai: a vincere in entrambe le occasioni è Lleyton Hewitt. Per due anni consecutivi il torneo si disputa a Houston negli Stati Uniti d'America dove vince sempre Roger Federer. Dal 2005 al 2008 si gioca a Shanghai in Cina. La prima edizione cinese viene vinta da David Nalbandian che batte in cinque set in finale Federer. Lo svizzero vince nel 2006 e nel 2007 sempre da numero 1 del mondo. Nel 2008 vince il serbo Novak Đoković che batte in finale il russo Nikolaj Davydenko. Questi si prende la rivincita battendo, l'anno successivo, quando il torneo si sposta a Londra, Juan Martín del Potro (6–3, 6–4).
Nel 2010 e nel 2011 rivince Roger Federer, che stabilisce il record assoluto di sei vittorie al Masters di fine anno. I titoli degli anni 2012, 2013, 2014 e 2015 sono appannaggio dal serbo Novak Đoković che batte prima Roger Federer, poi Rafael Nadal e infine batte nelle due edizioni successive sempre Roger Federer in finale, nella prima per ritiro, nella seconda per 6–3, 6–4, diventando il primo giocatore della storia a vincere per quattro volte consecutive il Masters (la quinta in totale). Nel 2016 arriva nuovamente in finale il serbo ma viene sconfitto da Andy Murray. Nel 2017 vince Grigor Dimitrov che supera in finale David Goffin. Nel 2018 torna in finale Đoković ma viene sconfitto da Alexander Zverev. Nel 2019 Stefanos Tsitsipas batte Dominic Thiem in tre set. Anche nel 2020 Thiem raggiunge la finale ma viene sconfitto da Daniil Medvedev con il punteggio di 4–6, 7–6(2), 6–4.
Nel 2021, nella prima edizione del torneo disputata a Torino, Alexander Zverev vince il Masters per la seconda volta, battendo in finale Daniil Medvedev con il punteggio di 6–4, 6–4; Matteo Berrettini, che aveva già disputato le Finals nel 2019, si è ritirato nel corso del primo incontro per uno strappo addominale (venendo poi sostituito nei successivi due match da Jannik Sinner, al debutto nel torneo). Nel 2022 e nel 2023 a vincere é Novak Đoković che sconfigge prima Casper Ruud e poi Sinner, stabilendo il nuovo primato di successi, 7 complessivi. L'edizione del 2024 è segnata dal trionfo di Jannik Sinner, che vince tutte le partite in due set, finale compresa, dove riesce a superare lo statunitense Taylor Fritz con il punteggio di 6–4, 6–4.

## Impianti del singolare
| Località    | Anni      | Superficie        | Stadio                                 | Capacità |
| ----------- | --------- | ----------------- | -------------------------------------- | -------- |
| Tokyo       | 1970      | Sintetico         | Tokyo Metropolitan Gymnasium           | 6 500    |
| Parigi      | 1971      | Sintetico         | Stade Pierre de Coubertin              | 5 000    |
| Barcellona  | 1972      | Sintetico         | Palau Blaugrana                        | 5 700    |
| Boston      | 1973      | Sintetico         | Boston Garden                          | 14 900   |
| Melbourne   | 1974      | Erba              | Kooyong Stadium                        | 8 500    |
| Stoccolma   | 1975      | Sintetico         | Kungliga tennishallen                  | 6 000    |
| Houston     | 1976      | Sintetico         | The Summit                             | 16 300   |
| New York    | 1977–1989 | Sintetico         | Madison Square Garden                  | 17 500   |
| Francoforte | 1990–1995 | Sintetico         | Festhalle Frankfurt                    | 12 000   |
| Hannover    | 1996–1999 | Sintetico Cemento | Fiera di Hannover                      | 15 000   |
| Lisbona     | 2000      | Cemento           | Pavilhão Atlântico                     | 12 000   |
| Sydney      | 2001      | Cemento           | Acer Arena                             | 17 500   |
| Shanghai    | 2002      | Cemento           | Shanghai New International Expo Center | 18 000   |
| Houston     | 2003–2004 | Cemento           | Westside Tennis Club                   | 2 540    |
| Shanghai    | 2005–2008 | Cemento indoor    | Qizhong Forest Sports City Arena       | 15 000   |
| Londra      | 2009–2020 | Cemento indoor    | The O2 Arena                           | 17 000   |
| Torino      | 2021–2027 | Cemento indoor    | Palasport Olimpico                     | 15 657   |

Dal 2003 gli impianti del singolare ospitano stabilmente anche il torneo di doppio.

## Albo d'oro

### Singolare
| Località                     | Anno               | Vincitore          | Finalista             | Punteggio                         |
| Masters Grand Prix           | Masters Grand Prix | Masters Grand Prix | Masters Grand Prix    | Masters Grand Prix                |
| ---------------------------- | ------------------ | ------------------ | --------------------- | --------------------------------- |
| Tokyo                        | 1970               | Stan Smith         | Round-robin           | Round-robin                       |
| Parigi                       | 1971               | Ilie Năstase       | Round-robin           | Round-robin                       |
| Barcellona                   | 1972               | Ilie Năstase       | Stan Smith            | 6–3, 6–2, 3–6, 2–6, 6–3           |
| Boston                       | 1973               | Ilie Năstase       | Tom Okker             | 6–3, 7–5, 4–6, 6–3                |
| Melbourne                    | 1974               | Guillermo Vilas    | Ilie Năstase          | 7–6, 6–2, 3–6, 3–6, 6–4           |
| Stoccolma                    | 1975               | Ilie Năstase       | Björn Borg            | 6–2, 6–2, 6–1                     |
| Houston                      | 1976               | Manuel Orantes     | Wojciech Fibak        | 5–7, 6–2, 0–6, 7–6, 6–1           |
| New York                     | 1977               | Jimmy Connors      | Björn Borg            | 6–4, 1–6, 6–4                     |
| New York                     | 1978               | John McEnroe       | Arthur Ashe           | 6–7, 6–3, 7–5                     |
| New York                     | 1979               | Björn Borg         | Vitas Gerulaitis      | 6–2, 6–2                          |
| New York                     | 1980               | Björn Borg         | Ivan Lendl            | 6–4, 6–2, 6–2                     |
| New York                     | 1981               | Ivan Lendl         | Vitas Gerulaitis      | 6(5)–7, 2–6, 7–6(6), 6–2, 6–4     |
| New York                     | 1982               | Ivan Lendl         | John McEnroe          | 6–4, 6–4, 6–2                     |
| New York                     | 1983               | John McEnroe       | Ivan Lendl            | 6–3, 6–4, 6–4                     |
| New York                     | 1984               | John McEnroe       | Ivan Lendl            | 7–5, 6–0, 6–4                     |
| New York                     | 1985               | Ivan Lendl         | Boris Becker          | 6–2, 7–6(4), 6–3                  |
| New York                     | 1986               | Ivan Lendl         | Boris Becker          | 6–4, 6–4, 6–4                     |
| New York                     | 1987               | Ivan Lendl         | Mats Wilander         | 6–2, 6–2, 6–3                     |
| New York                     | 1988               | Boris Becker       | Ivan Lendl            | 5–7, 7–6(5), 3–6, 6–2, 7–6(5)     |
| New York                     | 1989               | Stefan Edberg      | Boris Becker          | 4–6, 7–6(6), 6–3, 6–1             |
| ATP Tour World Championships |                    |                    |                       |                                   |
| Francoforte                  | 1990               | Andre Agassi       | Stefan Edberg         | 5–7, 7–6(5), 7–5, 6–2             |
| Francoforte                  | 1991               | Pete Sampras       | Jim Courier           | 3–6, 7–6(5), 6–3, 6–4             |
| Francoforte                  | 1992               | Boris Becker       | Jim Courier           | 6–4, 6–3, 7–5                     |
| Francoforte                  | 1993               | Michael Stich      | Pete Sampras          | 7–6(3), 2–6, 7–6(7), 6–2          |
| Francoforte                  | 1994               | Pete Sampras       | Boris Becker          | 4–6, 6–3, 7–5, 6–4                |
| Francoforte                  | 1995               | Boris Becker       | Michael Chang         | 7–6(3), 6–0, 7–6(5)               |
| Hannover                     | 1996               | Pete Sampras       | Boris Becker          | 3–6, 7–6(5), 7–6(4), 6(11)–7, 6–4 |
| Hannover                     | 1997               | Pete Sampras       | Evgenij Kafel'nikov   | 6–3, 6–2, 6–2                     |
| Hannover                     | 1998               | Àlex Corretja      | Carlos Moyá           | 3–6, 3–6, 7–5, 6–3, 7–5           |
| Hannover                     | 1999               | Pete Sampras       | Andre Agassi          | 6–1, 7–5, 6–4                     |
| Tennis Masters Cup           |                    |                    |                       |                                   |
| Lisbona                      | 2000               | Gustavo Kuerten    | Andre Agassi          | 6–4, 6–4, 6–4                     |
| Sydney                       | 2001               | Lleyton Hewitt     | Sébastien Grosjean    | 6–3, 6–3, 6–4                     |
| Shanghai                     | 2002               | Lleyton Hewitt     | Juan Carlos Ferrero   | 7–5, 7–5, 2–6, 2–6, 6–4           |
| Houston                      | 2003               | Roger Federer      | Andre Agassi          | 6–3, 6–0, 6–4                     |
| Houston                      | 2004               | Roger Federer      | Lleyton Hewitt        | 6–3, 6–2                          |
| Shanghai                     | 2005               | David Nalbandian   | Roger Federer         | 6(4)–7, 6(11)–7, 6–2, 6–1, 7–6(3) |
| Shanghai                     | 2006               | Roger Federer      | James Blake           | 6–0, 6–3, 6–4                     |
| Shanghai                     | 2007               | Roger Federer      | David Ferrer          | 6–2, 6–3, 6–2                     |
| Shanghai                     | 2008               | Novak Đoković      | Nikolaj Davydenko     | 6–1, 7–5                          |
| ATP World Tour Finals        |                    |                    |                       |                                   |
| Londra                       | 2009               | Nikolaj Davydenko  | Juan Martín del Potro | 6–3, 6–4                          |
| Londra                       | 2010               | Roger Federer      | Rafael Nadal          | 6–3, 3–6, 6–1                     |
| Londra                       | 2011               | Roger Federer      | Jo-Wilfried Tsonga    | 6–3, 6(6)–7, 6–3                  |
| Londra                       | 2012               | Novak Đoković      | Roger Federer         | 7–6(6), 7–5                       |
| Londra                       | 2013               | Novak Đoković      | Rafael Nadal          | 6–3, 6–4                          |
| Londra                       | 2014               | Novak Đoković      | Roger Federer         | Ritiro                            |
| Londra                       | 2015               | Novak Đoković      | Roger Federer         | 6–3, 6–4                          |
| Londra                       | 2016               | Andy Murray        | Novak Đoković         | 6–3, 6–4                          |
| ATP Finals                   |                    |                    |                       |                                   |
| Londra                       | 2017               | Grigor Dimitrov    | David Goffin          | 7–5, 4–6, 6–3                     |
| Londra                       | 2018               | Alexander Zverev   | Novak Đoković         | 6–4, 6–3                          |
| Londra                       | 2019               | Stefanos Tsitsipas | Dominic Thiem         | 6(6)–7, 6–2, 7–6(4)               |
| Londra                       | 2020               | Daniil Medvedev    | Dominic Thiem         | 4–6, 7–6(2), 6–4                  |
| Torino                       | 2021               | Alexander Zverev   | Daniil Medvedev       | 6–4, 6–4                          |
| Torino                       | 2022               | Novak Đoković      | Casper Ruud           | 7–5, 6–3                          |
| Torino                       | 2023               | Novak Đoković      | Jannik Sinner         | 6–3, 6–3                          |
| Torino                       | 2024               | Jannik Sinner      | Taylor Fritz          | 6–4, 6–4                          |

### Doppio
| Località                        | Anno        | Vincitori                           | Finalisti                            | Punteggio                     |
| ------------------------------- | ----------- | ----------------------------------- | ------------------------------------ | ----------------------------- |
| Masters Grand Prix              |             |                                     |                                      |                               |
| Tokyo                           | 1970        | Stan Smith Arthur Ashe              | Round-robin                          | Round-robin                   |
| //                              | 1971 - 1974 | Non disputato                       | Non disputato                        | Non disputato                 |
| Stoccolma                       | 1975        | Juan Gisbert Manuel Orantes         | Round-robin                          | Round-robin                   |
| Houston                         | 1976        | Fred McNair Sherwood Stewart        | Brian Gottfried Raúl Ramírez         | 6–4, 5–7, 5–7, 6–4, 6–4       |
| New York                        | 1977        | Bob Hewitt Frew McMillan            | Bob Lutz Stan Smith                  | 7–5, 7–6, 6–3                 |
| New York                        | 1978        | Peter Fleming John McEnroe          | Wojciech Fibak Tom Okker             | 6–4, 6–2, 6–4                 |
| New York                        | 1979        | Peter Fleming John McEnroe          | Wojciech Fibak Tom Okker             | 6–3, 7–6, 6–1                 |
| New York                        | 1980        | Peter Fleming John McEnroe          | Peter McNamara Paul McNamee          | 6–4, 6–3                      |
| New York                        | 1981        | Peter Fleming John McEnroe          | Kevin Curren Steve Denton            | 6–3, 6–3                      |
| New York                        | 1982        | Peter Fleming John McEnroe          | Sherwood Stewart Ferdi Taygan        | 7–5 6–3                       |
| New York                        | 1983        | Peter Fleming John McEnroe          | Pavel Složil Tomáš Šmíd              | 6–2, 6–2                      |
| New York                        | 1984        | Peter Fleming John McEnroe          | Mark Edmondson Sherwood Stewart      | 6–3, 6–1                      |
| New York                        | 1985        | Stefan Edberg Anders Järryd         | Joakim Nyström Mats Wilander         | 6–1, 7–6                      |
| Londra                          | 1986        | Stefan Edberg Anders Järryd         | Guy Forget Yannick Noah              | 6–3, 7–6, 6–3                 |
| Londra                          | 1987        | Miloslav Mečíř Tomáš Šmíd           | Ken Flach Robert Seguso              | 6–4, 7–5, 6–7, 6–3            |
| Londra                          | 1988        | Rick Leach Jim Pugh                 | Sergio Casal Emilio Sánchez          | 6–4, 6–3, 2–6, 6–0            |
| Londra                          | 1989        | Jim Grabb Patrick McEnroe           | John Fitzgeraldd Anders Järryd       | 7–5, 7–6, 5–7, 6–3            |
| ATP Tour World Championships    |             |                                     |                                      |                               |
| Sanctuary Cove                  | 1990        | Guy Forget Jakob Hlasek             | Sergio Casal Emilio Sánchez          | 6–4, 7–6, 5–7, 6–4            |
| Johannesburg                    | 1991        | John Fitzgerald Anders Järryd       | Ken Flach Robert Seguso              | 6–4, 6–4, 2–6, 6–4            |
| Johannesburg                    | 1992        | Todd Woodbridge Mark Woodforde      | John Fitzgerald Anders Järryd        | 6–2, 7–6, 5–7, 3–6, 6–3       |
| Johannesburg                    | 1993        | Jacco Eltingh Paul Haarhuis         | Todd Woodbridge Mark Woodforde       | 7–6, 7–6, 6–4                 |
| Giacarta                        | 1994        | Jan Apell Jonas Björkman            | Todd Woodbridge Mark Woodforde       | 6–4, 4–6, 4–6, 7–6, 7–6       |
| Eindhoven                       | 1995        | Grant Connell Patrick Galbraith     | Jacco Eltingh Paul Haarhuis          | 7–6, 7–6, 3–6, 7–6            |
| Hartford                        | 1996        | Todd Woodbridge Mark Woodforde      | Sébastien Lareau Alex O'Brien        | 6–4, 5–7, 6–2, 7–6            |
| Hartford                        | 1997        | Rick Leach Jonathan Stark           | Mahesh Bhupathi Leander Paes         | 6–3, 6–4, 7–6(3)              |
| Hartford                        | 1998        | Jacco Eltingh Paul Haarhuis         | Mark Knowles Daniel Nestor           | 6–4, 6–2, 7–5                 |
| Hartford                        | 1999        | Sébastien Lareau Alex O'Brien       | Mahesh Bhupathi Leander Paes         | 6–3, 6–2, 6–2                 |
| Bangalore                       | 2000        | Donald Johnson Piet Norval          | Mahesh Bhupathi Leander Paes         | 7–6(8), 6–3, 6–4              |
| ATP World Doubles Challenge Cup |             |                                     |                                      |                               |
| Bangalore                       | 2001        | Ellis Ferreira Rick Leach           | Petr Pála Pavel Vízner               | 6(6)–7, 7–6(2), 6–4, 6–4      |
| //                              | 2002        | Non disputato                       | Non disputato                        | Non disputato                 |
| Tennis Masters Cup              |             |                                     |                                      |                               |
| Houston                         | 2003        | Bob Bryan Mike Bryan                | Michaël Llodra Fabrice Santoro       | 6(6)–7, 6–3, 3–6, 7–6(3), 6–4 |
| Houston                         | 2004        | Bob Bryan Mike Bryan                | Wayne Black Kevin Ullyett            | 4–6, 7–5, 6–4, 6–2            |
| Shanghai                        | 2005        | Michaël Llodra Fabrice Santoro      | Leander Paes Nenad Zimonjić          | 6(6)–7, 6–3, 7–6(4)           |
| Shanghai                        | 2006        | Jonas Björkman Maks Mirny           | Mark Knowles Daniel Nestor           | 6–2, 6–4                      |
| Shanghai                        | 2007        | Mark Knowles Daniel Nestor          | Simon Aspelin Julian Knowle          | 6–2, 6–3                      |
| Shanghai                        | 2008        | Daniel Nestor Nenad Zimonjić        | Bob Bryan Mike Bryan                 | 7–6(3), 6–2                   |
| ATP World Tour Finals           |             |                                     |                                      |                               |
| Londra                          | 2009        | Bob Bryan Mike Bryan                | Maks Mirny Andy Ram                  | 7–6(5), 6–3                   |
| Londra                          | 2010        | Daniel Nestor Nenad Zimonjić        | Maks Mirny Mahesh Bhupathi           | 7–6(6), 6–4                   |
| Londra                          | 2011        | Maks Mirny Daniel Nestor            | Mariusz Fyrstenberg Marcin Matkowski | 7–5, 6–3                      |
| Londra                          | 2012        | Marcel Granollers Marc López        | Mahesh Bhupathi Rohan Bopanna        | 7–5, 3–6, [10–3]              |
| Londra                          | 2013        | David Marrero Fernando Verdasco     | Bob Bryan Mike Bryan                 | 7–5, 6(3)–7, [10–7]           |
| Londra                          | 2014        | Bob Bryan Mike Bryan                | Ivan Dodig Marcelo Melo              | 6(5)–7, 6–2, [10–7]           |
| Londra                          | 2015        | Jean-Julien Rojer Horia Tecău       | Rohan Bopanna Florin Mergea          | 6–4, 6–3                      |
| Londra                          | 2016        | Henri Kontinen John Peers           | Raven Klaasen Rajeev Ram             | 2–6, 6–1, [10–8]              |
| ATP Finals                      |             |                                     |                                      |                               |
| Londra                          | 2017        | Henri Kontinen John Peers           | Łukasz Kubot Marcelo Melo            | 6–4, 6–2                      |
| Londra                          | 2018        | Mike Bryan Jack Sock                | Pierre-Hugues Herbert Nicolas Mahut  | 5–7, 6–1, [13–11]             |
| Londra                          | 2019        | Pierre-Hugues Herbert Nicolas Mahut | Raven Klaasen Michael Venus          | 6–3, 6–4                      |
| Londra                          | 2020        | Wesley Koolhof Nikola Mektić        | Jürgen Melzer Édouard Roger-Vasselin | 6–2, 3–6, [10–5]              |
| Torino                          | 2021        | Pierre-Hugues Herbert Nicolas Mahut | Rajeev Ram Joe Salisbury             | 6–4, 7–6(0)                   |
| Torino                          | 2022        | Rajeev Ram Joe Salisbury            | Nikola Mektić Mate Pavić             | 7–6(4), 6–4                   |
| Torino                          | 2023        | Rajeev Ram Joe Salisbury            | Marcel Granollers Horacio Zeballos   | 6–3, 6–4                      |
| Torino                          | 2024        | Kevin Krawietz Tim Pütz             | Marcelo Arévalo Mate Pavić           | 7–6(5), 7–6(6)                |

## Classifica per vittorie

### Maggior numero di successi in singolare per giocatore
| Giocatore          | Totale | Anni                                     |
| ------------------ | ------ | ---------------------------------------- |
| Novak Đoković      | 7      | 2008, 2012, 2013, 2014, 2015, 2022, 2023 |
| Roger Federer      | 6      | 2003, 2004, 2006, 2007, 2010, 2011       |
| Pete Sampras       | 5      | 1991, 1994, 1996, 1997, 1999             |
| Ivan Lendl         | 5      | 1981, 1982, 1985, 1986, 1987             |
| Ilie Năstase       | 4      | 1971, 1972, 1973, 1975                   |
| Boris Becker       | 3      | 1988, 1992, 1995                         |
| John McEnroe       | 3      | 1978, 1983, 1984                         |
| Alexander Zverev   | 2      | 2018, 2021                               |
| Lleyton Hewitt     | 2      | 2001, 2002                               |
| Björn Borg         | 2      | 1979, 1980                               |
| Jannik Sinner      | 1      | 2024                                     |
| Daniil Medvedev    | 1      | 2020                                     |
| Stefanos Tsitsipas | 1      | 2019                                     |
| Grigor Dimitrov    | 1      | 2017                                     |
| Andy Murray        | 1      | 2016                                     |
| Nikolaj Davydenko  | 1      | 2009                                     |
| David Nalbandian   | 1      | 2005                                     |
| Gustavo Kuerten    | 1      | 2000                                     |
| Àlex Corretja      | 1      | 1998                                     |
| Michael Stich      | 1      | 1993                                     |
| Andre Agassi       | 1      | 1990                                     |
| Stefan Edberg      | 1      | 1989                                     |
| Jimmy Connors      | 1      | 1977                                     |
| Manuel Orantes     | 1      | 1976                                     |
| Guillermo Vilas    | 1      | 1974                                     |
| Stan Smith         | 1      | 1970                                     |

In grassetto i nomi dei giocatori ancora in attività.

### Maggior numero di successi in singolare per nazionalità
| Pos. | Nazione         | Titoli | Edizioni                                                         |
| ---- | --------------- | ------ | ---------------------------------------------------------------- |
| 1    | Stati Uniti     | 11     | 1970, 1977, 1978, 1983, 1984, 1990, 1991, 1994, 1996, 1997, 1999 |
| 2    | Serbia          | 7      | 2008, 2012, 2013, 2014, 2015, 2022, 2023                         |
| 3    | Svizzera        | 6      | 2003, 2004, 2006, 2007, 2010, 2011                               |
| 3    | Germania        | 6      | 1988, 1992, 1993, 1995, 2018, 2021                               |
| 5    | Repubblica Ceca | 5      | 1981, 1982, 1985, 1986, 1987                                     |
| 6    | Romania         | 4      | 1971, 1972, 1973, 1975                                           |
| 7    | Svezia          | 3      | 1979, 1980, 1989                                                 |
| 8    | Spagna          | 2      | 1976, 1998                                                       |
| 8    | Australia       | 2      | 2001, 2002                                                       |
| 8    | Argentina       | 2      | 1974, 2005                                                       |
| 8    | Russia          | 2      | 2009, 2020                                                       |
| 12   | Brasile         | 1      | 2000                                                             |
| 12   | Regno Unito     | 1      | 2016                                                             |
| 12   | Bulgaria        | 1      | 2017                                                             |
| 12   | Grecia          | 1      | 2019                                                             |
| 12   | Italia          | 1      | 2024                                                             |